# Projekt 667BDRM
Projekt 667BDRM  mit dem Decknamen „Delfin“ (russisch Дельфин) ist eine Klasse nuklear betriebener sowjetischer U-Boote mit ballistischen Raketen. Sie wird von der NATO als Delta-IV-Klasse bezeichnet.

## Entwicklung

Zeichnung der Steuerbordansicht von Projekt 667BDRM. Die langgezogene Bugsektion enthält in der Bugspitze den zylindrischen Hauptsensor des SKAT-Sonars sowie auch dessen seitliche Phalangen an Back- und Steuerbord.

Obwohl die Sowjetunion mit Projekt 941 (NATO: Typhoon-Klasse) einen neuen, deutlich leistungsfähigeren Typ von U-Booten mit ballistischen Raketen entwickelt hatte, erkannten die Planer der Marine bald dessen Schwächen. Die Bau- und Unterhaltskosten erschienen sehr hoch, so dass nur wenige Projekt-941-Boote in Dienst gestellt werden konnten. Von denen würde zwar jedes Boot bis zu 200 MIRV-Sprengköpfe in seinen 20 Raketen tragen können, aber diese große Zahl machte sie zu attraktiven Zielen im Kriegsfall. Ein Gegner hätte die Zweitschlagsfähigkeit der Sowjetunion empfindlich schwächen können, wenn seine Jagd-U-Boote die wenigen Projekt-941-U-Boote in den ersten Minuten eines Atomkrieges versenkt hätten. Um dieses Risiko zu minimieren, wurde die nächste Klasse von U-Booten wieder kleiner geplant, mit nur noch 16 Raketen, die je vier Sprengköpfe tragen konnten.
Der Regierungsbeschluss zur Entwicklung der neuen Klasse erging am 10. September 1975, drei Jahre nach dem Beginn der Entwicklung von Projekt 941. Beauftragt wurde wieder das Entwicklungsbüro „Rubin“. Der Kern des Auftrages war die Implementierung der neuen RSM-54-Interkontinentalrakete in ein U-Boot. Dabei griff das Entwicklerteam auf seine Erfahrungen mit den Vorgängermodellen des Projekts 667BDR zurück und veränderte deren Pläne entsprechend den neuen Anforderungen.
Die Silhouette des neuen Projekts war der der Vorgängerklassen sehr ähnlich, jedoch änderten sich tatsächlich die meisten technischen Daten und Eigenschaften. Der Rumpf wurde an Bug und Heck um insgesamt zwölf Meter, hauptsächlich am Vorschiff, verlängert. Sämtliche Rumpfeinbauten wurden auf Geräuschdämmung hin optimiert und die elektronischen Systeme modernisiert.

## Technik

### Antrieb
Das Projekt wird von zwei Reaktorkomplexen vom Typ OK-700A angetrieben, deren Kern aus WM-4SG-Druckwasserreaktoren besteht. Jeder Reaktor stellt 90 MWth thermische Leistung bereit, mit der Dampf erzeugt wird, der zwei GTSA-Turbinen antreibt. Die Turbinen können je bis zu 20.000 PS (14.710 kW) auf die beiden Wellen übertragen, die das U-Boot mit 24 Knoten Spitzengeschwindigkeit über die beiden Propeller im Tauchbetrieb vorwärts bewegen. Zwei DG-460-Dieselmotoren können alternativ je 460 kW Antriebsleistung zur Verfügung stellen, indem sie Dieseltreibstoff mit Luftsauerstoff verbrennen, der über Ventilationsöffnungen oder durch einen Schnorchel ins Boot befördert werden kann.

### Reichweite
Projekt 667BDRM unterliegt durch seinen nuklearen Antrieb keinen Reichweitenbeschränkungen. Lediglich die mitgeführten Vorräte an Nahrungsmitteln und Verbrauchsgütern für die Besatzung begrenzen die Einsatzdauer der Boote auf geschätzte 80 Tage.

### Sensoren und Kommunikation

Zeichnung der Anordnung der verschiedenen Sensor- und Funkmasten auf dem Turm eines Projekt-667BDRM-Bootes

Projekt 667BDRM ist mit einem Omnibus-BDRM-Gefechtsinformationssystem, einem Tobol-M-Navigationssystem und einem Kommunikationssystem vom Typ Molnija LM1 oder MC2 ausgerüstet.
Die Sensorausrüstung von Projekt 667BDRM wurde gründlich überarbeitet. Das digitale aktiv/passiv Sonarsystem SKAT, das 1974 in seine Erprobungsphase eingetreten war, wurde in der modernisierten, verkleinerten Version MGK-520 SKAT-BDRM im Bug der Boote verbaut.
Zur optischen Beobachtung sind auf der Turmoberseite ein Periskop vom Typ MT-70-8 und eines vom Typ PEKG installiert.
Die Sensoren am U-Boot-Turm wurden zum Teil beibehalten: Das Radar-System vom Typ MRK-50 „Kaskad“ / MRK-57 „Korma“ und das ESM-System vom Typ MRP-21A „Saliw-P“ (NATO: Brick Pulp) sowie das Freund-Feind-Erkennungssystem „Nichrom-M“  blieben weitgehend unverändert, aber das Navigationssystem wurde umgebaut: Der alte Radio-Sextant entfiel, und das astronomische Beobachtungsperiskop wurde in der Turmmitte eingebaut.

### Bewaffnung
Projekt 667BDRM ist mit 16 Interkontinentalraketen vom Typ RSM-54, auch als R-29RMU oder von der NATO als SS-N-23 bezeichnet, ausgerüstet, die in separaten Silos untergebracht sind. Kontrolliert werden diese Waffen über den D-9RM-Raketenkomplex. Die dreistufige Rakete ist 14,8 Meter lang, wiegt etwa 40 Tonnen, wurde 1986 entwickelt und hat eine Reichweite von 9.300 Kilometern. Sie kann von einem Projekt-667BDRM-Boot aus bis zu 55 Metern Tauchtiefe gestartet werden.
Die RSM-54 kann optional entweder mit zehn oder mit vier MIRV-Sprengköpfen bestückt werden. Es ist die Kombinationen von vier Sprengköpfen mit je 250 Kilotonnen Sprengkraft oder zehn Sprengköpfen mit je 100 Kilotonnen Sprengkraft möglich. Die Genauigkeit der Sprengköpfe soll eine Streuung von 250 Metern um den anvisierten Zielpunkt nicht übersteigen.
Zur Selbstverteidigung trägt jedes Boot vier Bugtorpedorohre im Kaliber 533 mm. Es können hier zwei zusätzliche Reservetorpedos gegenüber dem Vorgängermodell Projekt 667 BDR mitgeführt werden, so dass 18 Torpedos für die 533-mm-Rohre an Bord sind.
Auf der Brücke werden schultergestützte Flugabwehrraketen wie die Strela-3 mitgeführt, um sie bei Bedarf gegen feindliche U-Jagd-Hubschrauber und Flugzeuge einzusetzen.

## Entsorgung
Projekt-667BDRM-Boote werden nach einem Erlass der russischen Föderation von 1998 exklusiv von der Reparaturwerft Swjosdotschka in Sewerodwinsk gewartet und instand gesetzt. Die Werft, zu Zeiten der Sowjetunion unter dem Namen Schiffsreparatureinrichtung 893 bekannt, führt gemeinsam mit der größeren Abwrackwerft Nerpa auch die Verschrottung von SSBN der Nordflotte durch.

## Einheiten
Die Boote des Projekts 667BDRM wurden ausschließlich auf der Werft 402 in Sewerodwinsk gebaut.

### K-51
K-51, mit der Rumpfnummer 379, wurde am 23. Februar 1981 in Sewerodwinsk auf Kiel gelegt und lief am 7. März 1984 vom Stapel. Sie trug den Ehrennamen XXVI Kongress der KPdSU und wurde noch 1984 intensiven Tests unterzogen. Im September 1987 tauchte sie am geografischen Nordpol auf, um eine Rakete auf ein Testgelände abzufeuern. Die Rakete erreichte ihr Ziel nach dem Start jedoch nicht, da sich eine Kabelverbindung zwischen Boot und Rakete nicht plangemäß löste, sondern abriss und das Steuerelement der Rakete durch den Schaden unbrauchbar wurde. 1992 wurde der Ehrenname wieder abgelegt und das Boot erhielt am 9. Februar 1999 den Namen Werchoturje. K-51 war zwischen 1993 und 1999 zur Instandsetzung in der Werft, wobei aufgrund der damaligen Unterfinanzierung der russischen Streitkräfte kaum neue Ausrüstung verbaut wurde. Die Werchoturje führte mehrere Patrouillen durch und wurde 2011 erneut zur Überholung eingedockt. Nach umfangreichen Reparaturen und tiefgreifender Modernisierung soll K-51 zum Ende des Jahres 2012 wieder an die Flotte übergeben werden.

### K-84
Das Boot wurde auf der Werft 402 mit der Baunummer 380 am 17. Februar 1982 auf Kiel gelegt und lief am 17. März 1985 vom Stapel. 1996 wurde sie zur Reparatur eingedockt. Am 9. Februar 1999 erhielt sie den Namen Jekaterinburg und wurde 2002 nach dem Abschluss der Instandsetzung, wieder der Nordflotte zugeteilt. Sie führte mehrere Testabschüsse von Raketen durch, den letzten 2011. Das Startgebiet einer Rakete lag dabei in der Nähe von Franz-Josef-Land im Nordmeer und der getroffene Zielpunkt auf Kamtschatka. Am 29. Dezember 2011 brach während Wartungsarbeiten im Schwimmdock PD-50 Feuer aus. Als Ursache gelten missachtete Sicherheitsregeln bei Schweißarbeiten, sodass das Baugerüst aus Holz im Dock Feuer fing. Der Brand griff auf die geräuschdämmende Beschichtung des Rumpfes von K-84 über und konnte erst nach neun Stunden durch Fluten des Docks gelöscht werden. Radioaktivität wurde nach Angaben der Verantwortlichen nicht freigesetzt, da das Feuer nicht ins Schiffsinnere gelangte, Entgegen der ersten Angaben waren die Waffen des Schiffs, Torpedos und Nuklearraketen, vor der Reparatur nicht entladen worden. Am 10. Juni 2014 wurde das Boot nach beendeten Wartungsarbeiten zu Wasser gelassen und wurde Ende 2014 wieder in Dienst gestellt.

### K-64
K-64, Baunummer 381, wurde am 18. Dezember 1982 in Sewerodwinsk auf Kiel gelegt und lief am 2. Februar 1986 vom Stapel. Sie leistete ihren Dienst in der Nordflotte. Nachdem akuter Reparaturbedarf am Boot festgestellt wurde, dockte man sie 1999 ein. Die Arbeiten verzögerten sich und wurden schließlich ganz aufgegeben und man sah das Boot zur Verschrottung vor. 2002 entfernte man die Raketensilos auf der „Swjosdotschka“-Werft. und legte den Rumpf 2008 in Sewerodwinsk auf. Nach einem tiefgreifenden Umbau zum „Träger für atomare Tieftauchstationen“ (Spionage- bzw. Kleinst-U-Boote) wurde das mittlerweile in BS 64 Podmoskowje umbenannte Boot am 11. August 2015 wieder in Dienst gestellt.

### K-114

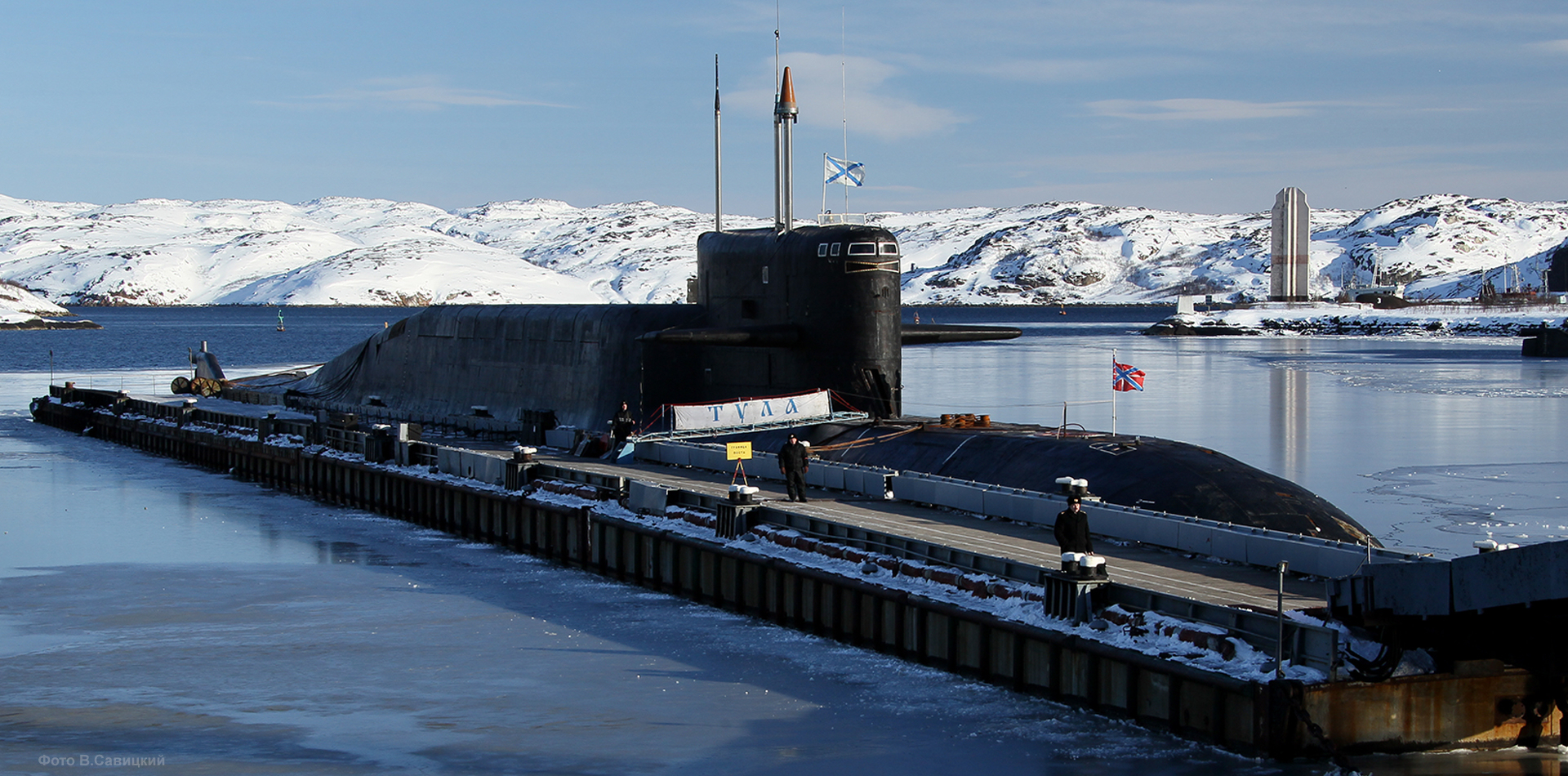
K-114 am Kai der Marinebasis Gadschijewo im August 2012

Das Boot wurde am 22. Februar 1984 von der Werft 402 auf Kiel gelegt und lief am 22. Januar 1987 vom Stapel. Am 21. August 1997 erhielt K-114 den Namen Tula. Von 2000 bis 2005 wurde sie repariert und in Stand gesetzt. 2008 führte sie im Rahmen einer Übung einen Raketenstart durch, bei dem sie die Rakete auf ein 11.500 km weit entferntes Ziel abfeuerte. 2010 folgten zwei weitere Starts, bei denen die Raketen im Zielgelände auf Kamtschatka einschlugen.

### K-117
K-117 wurde am 20. April 1985 in Sewerodwinsk auf Kiel gelegt und lief am 8. Februar 1988 vom Stapel. Sie wurde auf der Marinebasis Gadschijewo stationiert und erhielt nach einer entsprechenden Vereinbarung im Januar 1998 den Namen Brjansk. 2004 bis 2008 wurde sie Instand gesetzt und modernisiert. 2009 und 2011 führte sie je einen Raketenstart durch.

### K-18
Das Boot wurde am 7. Februar 1986 von der Werft 402 auf Kiel gelegt und lief am 2. Februar 1989 vom Stapel. Sie wurde der Nordflotte unterstellt. 1996 übernahm die Republik Karelien die Patenschaft und K-18 wurde am 18. September 1996 Karelia getauft. Sie führte mehrere Raketenstarts durch, bevor sie 2004 zu Instandsetzungsarbeiten in die Werft ging. 2009 wurden die Brennstäbe ihrer Reaktoren ausgetauscht und das Raketensystem auf das Modell R-29RMU2 aufgerüstet. Im Januar 2010 kehrte sie zurück in den Dienst der Nordflotte.

### K-407
K-407 wurde am 14. Juni 1987 in Sewerodwinsk auf Kiel gelegt und lief am 28. Februar 1990 vom Stapel. Nach ihrer Indienststellung am 27. November 1990 wurde sie der Nordflotte zugeteilt. 1993 kollidierte sie während eines Tauchganges in der Barentssee mit dem U-Boot USS Grayling. K-407 wurde am Raketenaufbau getroffen, wobei einige Silos beschädigt wurden. Eine befürchtete Explosion des empfindlichen Raketentreibstoffs blieb jedoch aus. Nach der Reparatur übernahm die Stadt Nowomoskowsk die Patenschaft für K-407 und das Boot erhielt 1997 einen entsprechenden Zusatznamen. Am 7. Juli 1998 startete sie zwei zivile Kleinsatelliten vom Typ TUBSAT-N/N1 ins All, die von der TU Berlin entwickelt worden waren. 2004 scheiterte ein Raketenstartversuch vom getauchten Boot wegen eines Defektes am ADK-3M-Sensor des Navigationssystems von K-407, sodass der Navigationscomputer der Rakete die Startkoordinaten nicht erkannte und das Omnibus-BPRM-Gefechtsinformationssystem in der Folge den Start verweigerte. Erst nach der Rückkehr konnte eine Kommission die Ursache feststellen. Später führte sie noch mehrere erfolgreiche Starts von Raketen zu Testzwecken durch, bevor sie 2008 bis 2010 zur Instandsetzung und Modernisierung in die Werft ging. Im August 2012 kehrte die Nowomoskowsk zur Nordflotte zurück.

## Belege und Verweise